# Tryphon jezoensis
Tryphon jezoensis är en stekelart som beskrevs av Tohru Uchida 1930. Tryphon jezoensis ingår i släktet Tryphon och familjen brokparasitsteklar. Inga underarter finns listade i Catalogue of Life.